# Р́
Cette page contient des caractères spéciaux ou non latins. S’ils s’affichent mal (▯, ?, etc.), consultez la page d’aide Unicode.
Le er accent aigu (capitale Р́, minuscule р́) est une lettre de l'alphabet cyrillique qui était utilisée dans l’écriture du tchouvache de 1873 à 1938.

## Représentations informatiques
Le er accent aigu peut être représenté avec les caractères Unicode suivants :
- décomposé (cyrillique, diacritiques)[1],[2] :

| formes    | représentations | chaînes de caractères | points de code | descriptions                                             |
| --------- | --------------- | --------------------- | -------------- | -------------------------------------------------------- |
| capitale  | Р́               | Р◌́                    | U+0420 U+0301  | lettre majuscule cyrillique erre diacritique accent aigu |
| minuscule | р́               | р◌́                    | U+0440 U+0301  | lettre minuscule cyrillique erre diacritique accent aigu |